# Wilhelm Nölle
Friedrich Wilhelm Nölle (* 26. Januar 1904 in Brächen, Rheinland; † 23. Februar 1991 in Essen) war SS-Obersturmbannführer und Oberregierungsrat.

## Leben
Er wurde Angehöriger der SS am 13. März 1933 (SS-Nummer 134.702). Zum 1. Mai 1933 trat er der NSDAP bei (Mitgliedsnummer 2.323.554). Anschließend gehörte er dem Sicherheitsdienst des Reichsführers SS (SD) an.
Ohne über Erfahrungen in der Polizeiarbeit zu verfügen, übertrug ihm SS-Standartenführer Horst Böhme nach der deutschen Besetzung der Tschecho-Slowakei und der Aufrichtung des deutschen Protektorates Böhmen und Mähren im März 1939 die  Leitung der Staatspolizei-Leitstelle in Brünn. Anschließend leitete er den SD in Trier.
Am 11. Mai 1940 wurde Nölle im Range eines SS-Sturmbannführers Leiter der Gestapo in Luxemburg. Zusätzlich übernahm er das Kommando des am 16. August gegründeten Einsatzkommandos Luxemburg. Ende Februar 1941 musste er wegen Differenzen mit Gauleiter Gustav Simon in Fragen der Judenausweisungen die Leitung des Einsatzkommando an den SS-Obersturmbannführer Fritz Hartmann abgeben; Anfang März erfolgte dann auch die Abgabe der Gestapo-Leitung in Luxemburg an Hartmann.
1944 gehörte er dem SD-Kommando von Marseille an. Als er im Herbst 1944 seine Einheit von Vesoul nach Straßburg ohne einen Befehl der Verlegung führte, wurde er wegen militärischen Ungehorsams durch das SS- und Polizeigericht Braunschweig am 16. September 1944 zu sechs Monaten Festungshaft verurteilt.
1949 fanden im Rahmen des Gestapo- oder Einsatzkommando-Prozesses Ermittlungen gegen Nölle im Verfahren vor dem Gerichtshof für Kriegsverbrecher in Luxemburg statt (die Akten darüber befinden sich im Bundesarchiv). Nölle wurde 1951 in Abwesenheit zu 12 Jahren Zwangsarbeit verurteilt. Hartmann, der zunächst zum Tode verurteilt worden war, wurde später begnadigt und 1957 in die Bundesrepublik Deutschland abgeschoben.